# Jean Quinodoz
Jean Quinodoz (La Sage, 4 mei 1906 - Sion, 13 mei 1977) was een Zwitsers jurist.

## Biografie
Hij was een zoon van Jozeph Quinodoz, die leraar was, en van Marie Gaspoz. Hij huwde tweemaal, een eerste maal met Jeanne Métroz en een tweede maal met Agnès-Andrée-Béatrice Ruedin. Na zijn schooltijd in Sarnen studeerde hij rechten aan de Universiteit van Fribourg en in Parijs. Als advocaat en notaris leidde hij van 1932 tot 1944 zijn eigen kantoor. Vervolgens was hij van 1944 tot 1968 hoofd van de juridische dient van het kantonnale departement Binnenlandse Zaken in het kanton Wallis. Tezelfdertijd was hij verslaggever bij de districtsrechtbank van Hérens. Nadien was hij van 1968 tot 1976 rechter in de kantonnale rechtbank van Wallis, waarvan hij in de periode 1973-1974 voorzitter was.
- Gemeinsame Normdatei: 1059944529
- Historisch woordenboek van Zwitserland: 016270
- Virtual International Authority File: 311197593